# 函普
函普（かんぷ）は、女真完顔部の先祖。金の始祖。懿憲景元皇帝。

## 出自論争
『金史』巻1世紀には以下の記述がある。
「金の始祖函普は高麗からやって来て、年は既に60余歳であった」とあり、高麗から来たと記されている。これを根拠にして、韓国や北朝鮮では「金は朝鮮民族起源国家」「金は朝鮮民族の建てた国家」「女真の起源は高麗人だから女真が建国した金と清は朝鮮の歴史」などと主張している人物が多数いる。ただし、韓国の主流歴史学界と教科書ではこのような主張をしない。該当人物が高麗出身であることは概ね認めている。

### 韓国における事例
- 『大朝鮮帝国史』の作家金珊瑚は画集『韓国105代天皇尊影集』で、満州は元々韓民族の領土であり、「愛新覚羅」は「新羅を愛し、新羅を思え」という意味だから、新羅からの亡命者の子孫と主張[3]。また、「金」の完顔阿骨打を金阿骨打（キム・アグタ）という名で韓民族と主張。桓因、桓雄、檀君朝鮮、北扶餘、卒本扶餘、高句麗、百済、新羅、倭（日本）、渤海（大震国）、後百済、高麗、遼、金、李氏朝鮮、清、大韓帝国はつながっていて、1万年の我々の歴史と主張している[3]。
- 金ウンフェ（東洋大学（朝鮮語版））は、著書『大ジュシンを探して』において、「満州族が建てた金と清の歴史書が、自分たちの始祖を新羅出身の金函普だと明かしていることに注目」しており、金と清の姓の「愛新覚羅」は、「新羅を愛し、記憶する」という意味だと主張している[4]。
- キム・ドゥギュ（又石大学（朝鮮語版））は、「韓民族とも血縁関係がある金の時代のこと。金の始祖函普が高麗出身だということは『金史』が明らかにしている」と述べている[5][6]。
- 高句麗研究会（朝鮮語版）（理事長・徐吉洙（朝鮮語版）、朝鮮語: 서길수、西京大学）は、学術セミナーにおいて「女真族の金と満州族の清を広い意味で韓国史の一部に編入し、中国の悪意的な歴史歪曲に積極的に対処しなければならない」と主張している。キム・ウィヒョン（明知大学）は、「『宋史』には金の太祖阿骨打の8代祖が統一新羅王族出身の金函普という記録がある」「統一新羅と渤海を南北国と記述するように金・高麗時代を南北朝に分類することができる」と述べている[7]。
- 韓国メディア『ファイナンス・トゥデイ』は、「清はどういう国か! 高句麗と渤海を継承し、聖山とした白頭山を中心に活動した女真族は『金史』に記録された通り高麗からの移住者である金函普の後裔阿骨打が開国した金の継承国だ。清以前の明も開国始祖はまさに『大明一統志』において、『朕の先祖は朝鮮人だ。先祖の墓は朝鮮にある』と話した朝鮮の朱元璋だ。結果的に今の広大な領土を所有した中国を存在させた人物は朝鮮の後裔だ」と報じている[8]。
- 韓国放送公社（KBS）は、「中原で最初で漢族を押し出した阿骨打、彼の祖先は驚くべきことに新羅人である函普だった。これは伝説や外史に出るのではなく正史である『金史』と金建国時に宋人が書いた『松漠紀聞』に明確に出ている」「高麗から来た身分である新羅人の阿骨打」の生年から計算すれば函普が満州に行った時期は、統一新羅、高麗時代であり、「彼の姓が金であり新羅の後裔であることは確実」「新羅後裔である王族と渤海子孫の王妃族が建てた国、金」「金滅亡後、1606年、女真は再び中原を掌握した。まさに中国の最後の王朝清であるが、清の皇帝姓は愛新覚羅であり、愛新とは、金という意味であり、かつて女真族が興した王朝名であり、そして後にヌルハチが興した王朝からとった族名である」「新羅王族の人種金氏は、彼の子孫である金皇帝、清皇帝まで、彼らの姓はすべて金氏だった」「満州の歴史は中国の歴史ではない」「古朝鮮、夫余、高句麗、渤海、金、清につながる満州の歴史は我が民族と深い連関性を持っている」「漢族の領土である中原を満州と合併して、今日の中国を完成した女真族、それらの先祖が新羅人であるという事実」というドキュメンタリーを報道した[9]。
- 在日本朝鮮人科学技術協会が1977年に刊行した『朝鮮學術通報』14～15巻の21ページには、「『金史』世紀によれば、完顔部女真の始祖は、その弟保活里とともに移住してきた高麗人函普」と記述している。
- 李基白は、「金を建国した阿骨打は、新羅末期から高麗初期の黄海地方で生活していて、その後満州に移住した金氏の末裔という記録があります。『金史』世紀には、阿骨打の7代祖先の函普が金の始祖となっており、『満洲源流考』には、函普は新羅後裔の金氏なので国号を金にした記録されています。だからといって金や清を、朝鮮民族史に接続させることは無理だと思います」と述べている[10]。
- 李道学は、清以前の女真の歴史は中国の歴史ではなく、朝鮮の歴史であると主張しており、「満州で生成、成長、消滅した民族のなかで、夫余、高句麗、渤海は朝鮮の歴史に編入されたが、満州で活動していた女真族の歴史は、曖昧な状況になった」「（女真族が立てた）後金が山海関を南下して中原を制覇して以後は、中国の歴史であることは明らかである」が、それ以前の女真は「中国の歴史であるはずがない」として、その根拠として、『高麗史』『異域志（中国語版）』『神麓記』『満洲源流考』などの中国史料が金の始祖を「新羅人」或いは「高麗人」と記述していることを挙げており、「民族主義の歴史家である朴殷植は、女真の歴史は朝鮮の歴史と認識しており、解放後に出版された孫晋泰（朝鮮語版）も著書で、粛慎以来女真の金まで朝鮮の歴史に編入している」として、さらに「後金の歴史も朝鮮の歴史に編入する作業が有効である」と主張している[11]。
- 孫晋泰（朝鮮語版）は、渤海史はもちろん、金も朝鮮の歴史であると主張していた。李鍾旭（朝鮮語: 이종욱、西江大学）は、「高麗時代になって女真族が金を建国します。女真族は朝鮮人とほぼ断絶して暮らしてきた民族です。それでも孫晋泰（朝鮮語版）が渤海や金を強調したのは時代的な側面があると思われます。朝鮮は大日本帝国から独立したものの、あまりにもみすぼらしかったことから、ナショナル・アイデンティティを鼓吹し、国民を団結させるためには、朝鮮の歴史をより強化する必要があると感じたのでしょう。しかし、実際は高句麗滅亡後、鴨緑江以北の地域は朝鮮の歴史とは関係がありません」「孫晋泰（朝鮮語版）が全国の歴史教師たちに講演したとき、渤海史はもちろん、金の歴史も教えるべきだと主張した。孫晋泰（朝鮮語版）は朝鮮戦争のときに拉致されたため、著書『朝鮮民族史概論』は統一新羅までの歴史しか書けませんでした。その後、続けて書いていたなら、おそらく金も朝鮮の歴史の附録に入れたと思います」と分析している[12]。
- 東北アジア歴史財団のキム・インヒ委員は、『金史』には、「函普は高麗から来たが、女真の地に到着したときおよそ60歳ほどで、部族間の対立を解決した」という記録がみえ、『高麗史』には、「平州（現在の黄海北道平山郡）に住んでいた今俊または金克守という人物が女真の地へ逃亡し、金の始祖になった」とみえ、『松漠紀聞』『神麓記』には、函普の出身地を「新羅」とし、阿骨打が「われらの始祖が高麗から来たことを忘れるな」ということを遺訓として残した、と主張しており、「日本の学者は函普を架空の人物とみなしたが、韓国は函普が実在した新羅人あるいは高麗から来たという説を支持している。中国では函普の実在性や出自について様々な見解が提出されたが、全般的に『高麗出身の女真人』と考えている」『高麗史』『金史』『松漠紀聞』『神麓記』を検討し、「函普に説話は口伝で伝えられてきたが、その後、文字として定着し、情報提供者も違っている。…編纂者によって多少の差はあるが、金の始祖が韓半島を出発して女真完顔部に行って、女真社会に定着したという点は類似している」「『函普』は女真人ではなく新羅人の名前。…国文学者の梁柱東の研究によると、『プ』は新羅で普遍的に使われていた人称接尾辞で、『居夫』や『異斯夫』などの『夫』とも通じ、現代韓国語の『パボ（ばか者）』『ヌリムボ（怠け者）』などの『ボ』に継承されている。…函普のもともとの国籍が新羅あるいは高麗と食い違っているのは、彼が女真の地へ移住した920年から930年ごろは新羅と高麗がまだ共存している時期だったからで、彼の出身地である平州は当時高麗の征服地だったことから、函普は『新羅系高麗人』である」と主張している[13][14]。

## 日本識者の見解
- 日本学界では函普は架空の人物であり、実在の人物とはみなされていない[13][14]。三上次男は、函普が説話において構想された架空の人物ということを前提に、神話（＝説話）にはそれが創作された理由があり、函普の神話（＝説話）が創作された理由を以下のように論じている。

1. 「高句麗」は隋・唐以後の中国史料には一般に「高麗」と記される[注釈 1]。正史において「高句麗」と記されるのは『漢書』『魏書』『宋書』『梁書』までであり、『周書』『隋書』『旧唐書』『新唐書』などは「高句麗」は「高麗」と記されている。例えば、『新唐書』の高句麗関連記事は、列伝第145東夷「高麗伝」に収められ、「高麗伝」の出典は『高麗記』（『翰苑』所収）である。唐に投降した高句麗貴族の高質（朝鮮語版）の息子の高慈の墓誌は『高麗圀』と記されている。日本でも「高句麗」を「高麗」と記した事例は枚挙に暇がなく、『日本書紀』天智紀10年正月丁末條は「高麗遣上部大相可婁等進調」と記しており[注釈 2]、日本の神亀4年に来日した渤海使が携えた大武芸の国書は「復高麗之旧居，有扶餘之遺俗」と記され[注釈 3]、天平宝字3年に来日した渤海使が携えた大欽茂の国書は「高麗国王大欽茂」と記すなど[注釈 4]、いずれも「高句麗」を「高麗」と記している。『金史』世紀の劈頭には「黒水靺鞨居粛慎地，東瀕海、南接高麗，亦附干高麗，嘗以兵十五萬衆助高麗拒唐」と記されているが[注釈 5]、ここに登場する「高麗」は「高句麗」であることはいうまでもなく、したがって、同じ『金史』世紀の函普の始祖説話に登場する「高麗」を10世紀に王建が建国した「高麗王朝」ではなく「高句麗」と解釈しても不自然ではない[15]。函普の始祖説話は、完顔氏は高句麗の後裔であり、完顔氏に率いられた生女真国家こそが高句麗の後裔であるとする高句麗思慕感情を始祖説話の形を借りて表現したものである。
2. 高句麗は紀元前後から7世紀まで約700年間満州と朝鮮に栄えた大国であることから高句麗滅亡後に満州で興起した民族・国家は何れも高句麗思慕感情をもっている。渤海は高句麗の復興を志して高句麗の後国を標榜し、定安国第2代王烏玄明（中国語版）が981年に女真の使者に託して宋に奉った上表には「臣本以高麗旧壌，渤海遣黎，保拠遇」と記し、定安国の領域を「高麗の旧壌」、民を「渤海の遣黎」と称している。『金史』胡十門伝は「吾遠祖兄弟三人，同出高麗，今大聖皇帝之祖入女直，吾祖留高麗，自高麗歸於遼，吾與皇帝皆三祖之後[注釈 6]」と記しており、曷蘇館女真族の遠祖による高句麗来歴を信じていることがわかる。また、『金史』胡十門伝の末尾は「有合住者，亦称始祖兄苗裔，但不知与胡十門相去幾従耳（金室の始祖の兄の苗裔）[注釈 7]」と記しており、曷蘇館女真族の合住家にも高句麗思慕感情があることがわかる。太宗の天会8年（1130年）に重臣完顔勗（中国語版）が奉った国書には「自先君與高麗通，聞我将大，因謂本自同出，稍稍款附」と記され、金建国以前の女真のある部族が完顔氏の高句麗来歴を知ると、祖先を同じくすると称して来帰したと主張している[16]。
3. 以上の主張は、王権と起源の正統性を高句麗から抽出したものであり、政治的に高句麗継承・出自を標榜することによる対外的・政治的優位性を獲得する意図があり、高句麗継承の標榜をそのまま血統的継承とみなすことはできないが、渤海、定安国、金王家の先祖である女真に高句麗思慕感情が假令潜在的・信仰的に内在していたことがわかる。金建国以前に満州で興起した渤海、定安国、金王家の先祖である女真が王権と起源の正統性を高句麗から抽出したように、函普の始祖説話は金王家をとりまく国際環境に対処すべく、すぐれて政治的な戦略として創作された。すなわち、金王家と高句麗とを接合することにより、高句麗の旧領域占有の正当性と歴史的根拠を獲得し、金王家の権威化・神聖化の獲得と王権の卓越性・優越性を促進するイデオロギーとして金王家と高句麗を接合したと解釈できる[17]。
4. 三上次男は「満州の民族を基礎として、かくも早く、この様に強大な国家が成立し、しかも永年に亙って存続したことは、満州の民族の歴史を飾る光輝ある事実と言わねばならぬ。されば高句麗の名は、以後の満州の諸族の脳裏に深く刻印され、高句麗は中世満州諸王朝の始祖とも言うべき地位を獲得した[15]」「史実としては架空の事に属したとしても、単なる荒唐、単なる作為の説ではなく、一個の歴史的所産と云わねばならぬ。そこに重大なる意義を有している。かくて我々は、本説話の中に、中世に於ける満州国家の歴史的性格、満州族の有した民族思想の一端を見出すことが出来る。高句麗の名が如何に偉大なる魅力を持ち、卓越せる権威を有していたか、これによってほぼ推測することが出来る」と述べている[16]。
5. 完顔氏が高麗を「父母之邦（父母の邦）」「祖宗出自大邦（祖宗の地）」と崇めたのは、高麗王朝は高句麗と国号を同じくし、高句麗旧領を領し、高句麗の後国を標榜して建国したのであるから、高句麗思慕感情をもつ生女真は、高麗王朝を真の高句麗あるいは高句麗の正統と認識した結果、この様な言辞を発するに至った[18]。阿骨打が1117年3月に高麗王朝に送った国書で自らを「兄大女真金国皇帝」とし、高麗国王を「弟」と称したのは、もはや金の国力が高句麗の威光および精神的支持を必要としないほど発展したためと解釈することができる[19]。

- 古畑徹は、「完顔部は国家形成にあたり、渤海同様に二つの統合原理を使い分けた。一つは、粛慎 - 靺鞨（勿吉）の伝統、もう一つは高句麗の伝統である。前者は実際の系譜としての要素を持つため、北部靺鞨本来の地にいた諸族をまとめるのに有効だった。後者は、完顔部の始祖が高句麗出身の三兄弟の一人だとする説話で、遼東半島にいた熟女真（中国語版）の曷蘇館（中国語版）女真をその兄弟のもう一人の子孫とすることで、彼らの吸収に利用された」と述べている[20]。
- 2022年1月9日、韓国メディア『朝鮮日報』は「中国王朝『金』の始祖は新羅系高麗人」と題する記事を配信し、東北アジア歴史財団のキム・インヒ委員の論文「金国の始祖・函普は新羅人」を取り上げ、金の始祖とされる函普は朝鮮半島出身で、その出身地については新羅、高麗、平州など諸説が入り乱れているが、平州を支配した勢力の推移からすれば、函普は新羅系高麗人とするのが正しい、と主張している[21]。この主張について島崎晋は、「けれども、キム氏の主張でもっとも基本となる史料は金を滅ぼしたモンゴル族の元王朝時代末期、1344年に成立した『金史』という歴史書だった。そこでは、『金之始祖諱函普，初從高麗來，年已六十餘矣』（金の始祖の函普は60余歳のとき高麗から来た）としながら、『金之先，出靺鞨氏』（金は靺鞨氏の出身である）とある。歴史上、靺鞨は満洲族（女真）と同じツングース系とされている。つまり、キム氏は生まれ育った場所だけで論を進め、函普がツングース系でないとする根拠を何一つ挙げていない。『金史』を素直に読む限り、函普は朝鮮半島で生まれ育ったツングース系の民で、戦乱で身に危険を感じたため、同族が多く住む鴨緑江以北に逃れたとみるのが自然だろう」と指摘している[21]。
- 小川裕人は「金室完顔氏の高麗より移住した伝説[22]」「金の開国伝説に於いて、金室完顔氏の始祖は、高麗人でありながら、安出虎水完顔部の始祖となり、彼の弟は耶懶路完顔部の始祖、彼の兄は曷蘇館路完顔部の始祖となったとされて居る。これは固より一の説話に過ぎない[23]」「金室完顔氏の開国伝説[24]」と述べている。
- 池内宏は「始祖の事歴とせらるる此の物語は生女直の習俗の起源を説明したる一の説話に過ぎざるべし[25]」「斯くして献祖の事績として傳えられたるものは、始祖函普のそれの如く一の説話に過ぎざるべき[26]」「始祖以下五代の事績として世紀に記るされたる物語の歴史的事実にあらざるべきは前章に述べたる[27]」「果して然らば特に石顯の名を闕いて世紀に記るされたる昭祖の終焉の伝説は、始祖兄弟を高麗より來れりとする所伝と同様、亦た本来完顔氏自身のものにあらず[28]」「始祖より昭祖に至るまでの五代の物語の批判は、以上章を重ねて述べたるところ（中略）其の物語の内容は悉く歴史的事実にあらずして、或は他の女直部族のものを附会して構成し、或は女直民族通有の習俗に対して説話的に其の起源を説明したるに外ならず。而して一方には世系を延長すべく始祖と景祖との間に四代の人物を設けし微証さへありて、昭祖及び以前の五祖が何れも空想の人物なるは殆んど疑いを容れざるところなり。随って金史后妃伝に記るされたる五祖の配、并に其の所出として『始祖以下諸子伝』に見えたるものは悉く信を措くに足らず[29]」「高永昌の招諭に応ぜざるむとしたる胡十門が其の族人に語れりと伝うる言について考うるに、斯かる地方の斯かる女直が、生女直の完顔氏と其の遠祖を同じくし、然かもそが高麗人なりというは、到底事実とは思われず[30]」「阿骨打の招諭の辞（渤海人と女直とは共に古の靺鞨であり、元は同一種族であるという『女直・渤海本同一家』）を迎え、其の意に投ぜむとして仮託の言をなしたるものにして、又た其の遠祖を高麗よりの移住者となせるは、高麗の地が曷蘇館（中国語版）に隣接し、且つ思想上の大国なるに由れりとすべし[31]」「世紀に記るされたる完顔氏の三祖の伝説は、本来完顔氏自身のものにあらず、実は祖宗実録の編者完顔勗等が、胡十門の言に由来したる其の三祖の伝説に多少の修飾を加え、且つ三祖の各に其の諱を興えしに過ぎざるべきを[32]」「完顔氏の遠祖の伝説を構成[33]」「女真民族の間に於いて、渤海国は思想上容易く滅びざるなり。完顔氏の始祖の兄を隣境の大国たる高麗に留まれりとなしたる祖宗実録の編者が、渤海の古都の附近を其の弟の徒住地に擬せしは、即ちこれが為めならずんばあらず[34]」「（函普の弟の）保活里は空想の人物なれば、これに子孫のあるべき理なし[34]」「然かも空想の人物なる保活里[35]」「斯くの如く完顔氏の祖先の世系には二様の所伝ありて、一は景祖の前に五代を数え、他は高麗よりの移住者とせらるる一祖を挙ぐるに止まる。然るに世紀に始祖以下五帝の年寿の長短は之を考ふるに由なしとて、生年・卒年の記載を闕き、且つ前章に述べたる如く、其の物語に歴史上の事実、実在の人物の事績と認め得べきものなしとせば、上の二伝の中、後者の真実に幾きは固より論なかるべし。即ち前者は相承の久遠なるを装う為めに、故ら後者を延長したるものならざるべからず。而して其の系譜の製作は、恐らく熙宗の即位の初め十帝の諡号及び、廟号を定めし際にありしなからむと思わる[36]」「金の遠祖は空想の人物なるべきも、そが何故高麗よりの移住者とせられしかは、亦た特に孜究を要する[37]」と述べている。
- 内藤湖南は、『女眞種族の同源傳説』において、契丹の耶律阿保機が、女真が反乱することを恐れ、女真の豪族数千家を分けて遼陽の土地に移して、契丹に帰化させた因縁により、熟女真が生女真から分離したが、「然るに此の女真人が後になつて金国を興した時に、生熟女真に関する伝説は頗る変化を来して、一種の移住伝説となっている」「以上は女真の中の異なった種族が最初分れた所の事実を、後になって其子孫に伝へられた伝説によって語られるまでには、如何に其中途で変化をした」として、しかし「事実に於ては、其敵たる契丹人の圧迫を受けて、一部分が移住させられたのであるにも拘らず、後世になると、僅か百余年を経過する間に、既に真の事実を忘れて、兄弟が個々別れ別れになって、高麗から移って来たといふような話に変化している」として事実ではないとしている[2]。
- (今井秀周 1976)は「史実としての信憑性に欠ける」と述べている[38]。

## 中国識者の見解
中国学者の多くは、『金史』の函普に関する記録、すなわち「従高麗来（高麗より来た）」という記事が比較的歴史的事実に近く、函普とその先祖は新羅に移住し、その後高麗国を経て、女真の同盟に加わった高麗出身の女真とする見解が一般的であり、張博泉は、函普は靺鞨あるいは女真と考えており、「函普はもともと女真であったが、高麗国に居住していた」と主張している。孟広耀は、「新羅人と高麗人は朝鮮の主体的な民族であるが、函普のような靺鞨あるいは女真は主体的な民族に隷属していた」と主張している。
中国学者たちは、高麗領内にはいくつもの民族が暮らしていたため、函普が「高麗から来た」というのは「高麗人」を意味するものではないと考えている。現代的に言うならば、函普は高麗に居住していた女真人ということになる。実際、『金史』列伝第三と洪皓の『松漠紀聞』は、いずれも函普が高麗から来たと記述しているが、その民族が高麗人なのか高麗に居住している女真人なのかは明らかにしていない。金代に完顔勗などが撰修した『祖宗実録』は、金始祖が高麗人や新羅人ではなく高麗に居住していた女真人であることを示している。
『高麗史』睿宗三によると、金景祖の烏骨廼の息子である完顔盈歌は、函普が高麗から来たことから、高麗王朝を「父母之邦」と称えている。しかし、上記の発言は、女真・高麗連合軍による遼への共同攻撃をおこなうために、高麗の外交的協力を得ようとした一種の外交辞令であることが指摘されている。
孫進己は、函普は高麗から来る前から「完顏」姓を持っていたので、函普や函普の家族は高麗あるいは新羅に住んでいた女真人だったと主張した。孟古托力と趙永春は、函普の祖先は女真人であり、新羅に居住し、その後、新羅を飲み込んだ高麗に住んでいたと主張した。
欧米の学者は、函普を伝説的な故事とみなす。この女真の「祖先の伝説」は、10世紀のある時期に完顔部が高麗国と渤海国からの遺民を受け入れていたことを示唆していると、Herbert Frankeは説明する。Frederick W. Moteは、完顔氏の「部族伝説」に基づいており、函普の兄弟が、1人は高麗に残り、もう1人は渤海国に残っていることは、高麗および渤海国の部族と完顔氏の祖先との縁を象徴していると推定している。
王久宇（ハルビン師範大学）は以下のように論証している。
1. 函普は「高麗人」だとする代表的な史料は、鄭麟趾が著した『高麗史』である[39]。この史料は「或曰：昔我平州僧今俊遁入女真，居阿之古村，是謂金之先。或曰：平州僧金幸之子克守初入女真阿之古村，娶女真女生子曰古乙太師，古乙生活羅太師，活羅多子，長曰劾里鉢，季曰盈歌。盈歌最雄傑，得衆心。盈歌死，劾里鉢長子烏雅束嗣位。烏雅束卒，弟阿骨打立。」とあるが、「あるいは曰く、函普は高麗国平州僧侶今俊（金俊）、あるいは曰く、平州僧侶金幸の息子克守」という「或曰」を二度使用する表現は、函普が高麗王朝の僧侶という『高麗史』の主張が、当時流布していた考証されていない根拠のない説話に過ぎないことを物語る。また、『金史』には「金之始祖諱函普，初従高麗来，年已六十余矣。」とあり、函普が高麗から来たと明記されているが、ここで言及されている「高麗」は函普の出身地である地理的・国家的概念であって、民族でないことは明白であり、この一節は函普が高麗人であることを示すものではないし、高麗人であることを証明するものでもない[39]。
2. 『金史』世紀には函普から烏雅束に至る完顔部の酋長10人の歴史が記録されているが、その主な史料の出所は太祖即位後、完顔勗（中国語版）などが「采摭遺言旧事」として責任を負って作成した『祖宗実録』である。一般的に『祖宗実録』は『金史』を編纂する際の基本史料として信頼性がある[39]。『金史』世紀には、函普が兄弟と別れた後、函普の兄の阿古乃は高麗王朝に留まり、函普は牡丹江の完顔部に行き、函普の弟の保活里は曷懶甸（中国語版）に行ったという記述に続いて、「及太祖敗遼兵于境上，獲耶律謝十，乃使梁福、斡答剌招諭渤海人曰：女直、渤海本同一家。」とある。遼に対抗する過程において女真人と渤海人とを団結させるために「女直、渤海本同一家」と宣言したとする解釈はあるが、これらの記事が『金史』世紀に登場するのには特別な意味がある。『金史』世紀は、金の始祖である函普の来歴を紹介する記事のなかに、阿骨打が言った「女直、渤海本同一家」という言葉を突如入れた意図は何か。金建国とは関係がない史実を史書のなかで叙述したとは考えにくく、唯一の合理的な解釈は、函普が渤海国の遺民ということである。この史料は、渤海遺民の函普が完顔部の酋長となったことから、「女真と渤海は元々同族である」という表現をおこない、あるいは阿骨打は、自らの先祖が渤海人であることを告白したとも解釈できる[39]。
3. 『金史』高麗伝には、「金人本出靺鞨之附于高麗者，始通好為隣国，既而為君臣。」という記事がある。ここに登場する「金人」は、金王朝の始祖である函普とその子孫、「靺鞨」は、黒水靺鞨および粟末靺鞨を指す。『金史』『新唐書』『唐会要』などによると、粟末靺鞨はかつて高句麗に隷属し、後に粟末靺鞨は渤海国を建国し、その後唐に隷属した。女真の前身である黒水靺鞨は、高句麗に附き、後に唐に附き、渤海国が建国されると渤海に附き、遼が渤海を滅すると遼に附くという有様であった。女真人も渤海人も高麗に隷属した歴史があり、史料によれば10世紀には実際に朝鮮半島北部に女真人や渤海人が多数存在していたといい、函普が女真人あるいは渤海人である可能性は高い。
4. 『金史』高麗伝の「金人本出靺鞨之附于高麗者」という文言の「附于」は検証する価値がある。「附于」というのは、函普が高麗の直接統治下にある臣民ではなく、高麗王朝統治下にある集団的な部族を指す言葉であり、高麗の政権とは距離を有する関係にあったことを意味する。『金史』に記された函普の朝鮮半島から牡丹江一帯の完顔部への長距離移動は、10世紀の中国東北部の特殊な歴史的条件下における集団的活動としてのみ可能であり、個人的行動でこれほどの長距離移動をおこなったとは考えにくい[39]。918年、朝鮮半島では新羅政権下の王建が高麗王朝を樹立し、朝鮮半島では王建の高麗王朝と新羅の併存することになった。926年に遼が渤海国を滅し、935年には高麗は新羅を滅ぼし、朝鮮半島を統一した。920年代から930年代にかけて東北アジア地域では民族の移動が激しくなるが、この時期の靺鞨の集団移動は史料に数多記されているが、高麗への集団移動をおこなった靺鞨は渤海人だけである[39]。
5. 考証によると、渤海国滅亡後の遺民の流れは大きく分けて五つある。一つは、もとの場所に留まり、後に女真の共同体に加わる。二つは、東丹国とともに太子河一帯に移動する。三つは、契丹の故地のシラムレン川の北方に移動する。四つは、高麗に亡命し、その数は約2万戸から約3万戸、十数万人である（函普はこのなかに含まれる）。五つは、一部の渤海遺民が「定安」を建国し、約49年間存続した。
6. 時代背景から、函普の移動過程の歴史的脈絡を整理するならば、926年の渤海滅亡後、函普を含む十数万人の渤海人は朝鮮半島に亡命した。この時代の朝鮮半島は新羅と高麗の二つの政権が併存しており、函普は、新羅と高麗間の戦争を避けるために王建が朝鮮島を統一する935年以前に朝鮮半島を去った。函普の完顔部への到来は、立ち後れていた完顔部に渤海と高麗の文化をもたらし、完顔部が急速に発展する根拠を与えた[39]。なお、函普が朝鮮半島を離れる時代は高麗王朝と新羅の両政権が併存していた時期であるため、『金史』には「初従高麗来」と記し、『松漠紀聞』には「女真酋長乃新羅人」と記している。

## 函普の出自に関する考証

### 概要
元朝の官修『金史』は、「金人本出靺鞨之附于高麗者」と記録されており、金人の祖先は高麗王朝に居住していた靺鞨と記している。
函普の本姓は何かという疑問があるが、中国学者は、函普が完顔部に来る以前からの本姓が「完顔」であることは間違いないと結論づけている。史料には函普の本姓が「完顔」であることは記録されていないが、函普の兄の阿古乃と函普の弟の保活里の子孫はいずれも「完顔」姓であるためである。函普の本姓を「完顔」とする理由は、熟女真の曷蘇館女真出身である石土門と弟の完顔忠は、函普の弟の保活里の子孫であり、『金史』は、石土門を「耶懶路完顔部人」と明示し、完顔忠は「本名迪古乃，字阿思魁，石土門之弟。」と明示している。「完顔」姓である完顔忠および「完顔」姓である完顔忠の兄が石土門であることがわかり、両人が「完顔」姓であることがわかる。そして、新羅や高麗国には「完顔」姓は存在せず、女真にのみ存在する。
史料によると、金の始祖である函普以降、六世の孫である烏骨廼の誕生までの正確な時間の記録はない。金の建国前の最初の明確な時間記録は、烏骨廼に関する記録である。『金史』には、烏骨廼が遼聖宗の太平元年（1021年）に生まれたと記録されている。具体的な史料などがない場合の歴史的な時間を推測する方法として、歴史学者たちは世代数と各世代間のおおよその時間で歴史的な時間を推計しており、1021年を基準にして、函普の完顔部への渡来時期を算出している。張博泉は、「烏骨廼は、遼聖宗の太平元年（1021年）に生まれ、重熙七年（1038年）に完顔部の酋長になった。函普から烏骨廼までは五世だったが、一世代を25年とすれば計125年であり、烏骨廼が重熙七年（1038年）に完顔部の酋長になったとすれば、その125年前は919年になる」として、919年頃に函普は牡丹江一帯に住む完顔部に渡来したと主張している。孟広耀は、「烏骨廼は、遼聖宗の太平元年（1021年）に生まれた。函普から烏骨廼に至るまで、函普、烏魯、跋海、綏可、石魯の五代である。当時の結婚年齢は早く、通常であれば各世代に20年ずつなので、ちょうど100年ということになる。1021年から100年遡る921年頃が、函普が兄弟と別れて、牡丹江一帯に住む完顔部に至った時期になる」と述べている。孫進己は、「金の先祖の系譜によると、第六代烏骨廼は1021年に生まれ、第七代劾里鉢は1040年に生まれ、第八代烏雅束は1061年に生まれており、各世代で約20年の差がある。そうすると、第二代烏魯は、1021年より80年前の940年代に生まれた。したがって、函普は930年代に高麗から完顔部に来たと推測できる」と述べている。

### 「新羅人」考証
『松漠紀聞』などには、函普は「新羅人」と書かれている。函普を「新羅人」と記述している史料は以下である。
| 著者     | 著書                 | 記述内容 |
| -------- | -------------------- | --- |
| 洪皓     | 『松漠紀聞』         | 女真酋長（指函普）乃新羅人，號完顏氏。完顏，猶漢言王也。女真以其練事，後隨以首領讓之。兄弟三人，一為熟女真酋長，號萬戸。其一適他國。完顏年六十餘，女真妻之以女，亦六十餘，生二子，其長即胡來也。自此傳三人，至楊哥太師無子，以其侄阿骨打之弟諡曰文烈者為子。其後楊哥生子闥辣，乃令文烈歸宗。 |
| 徐夢莘   | 『三朝北盟会編』     | （女真）酋長本新羅人，號完顏氏，完顏猶漢言王。女真以其練事以為首領，完顏之兄弟三人，一為熟女真酋長，號萬戸，其一適他國。完顏年六十餘，女真妻之以女，亦六十餘，生二子，其長即胡來也，自此傳三人至楊哥太師以至阿骨打。                                                                         |
| 李心伝   | 『建炎以来朝野雑記』 | 完顏之始祖指浦（函普）者，新羅人，自新羅奔女真，女真諸酋推為首領。七傳至而始大，所謂阿骨打也。 |
| 李心伝   | 『建炎以来繋年要録』 | 即阿固達（阿骨打），其先新羅人也。 |
| 陳均     | 『九朝編年備要』     | 女真，其初部族本新羅人，號完顏氏。完顏，猶漢言王。女真妻之以女，生二子，其長烏古廼也。自此傳三人，至英格太師以至阿固達（阿骨打）。 |
| 不明     | 『続編両朝綱目備要』 | 完顏之始祖浦（函普）者，新羅人，自新羅奔女真，女真諸酋推為首領，七傳至而始大，所謂阿骨打也。 |
| 宇文懋昭 | 『大金国志』         | 或又云，其初酋長本新羅人，號完顏氏。完顏，猶漢言王也。女真妻之以女，生二子，其長即胡來也。其自此傳三人至楊割太師，以至阿骨打。 |
| 馬端臨   | 『文献通考』         | 又云，其酋本新羅人，號完顏氏，猶漢言王也。女真服其練事，以首領推之。其酋自龕福（函普）以下班班可紀。 |

これらの史料は、函普を「新羅人」、そして三兄弟であり、後に函普は生女真完顔部の酋長となり、三兄弟の一人は熟女真の酋長となり、一人は他国に行ったと記している。趙永春（吉林大学）の考証によると、これらの史料の函普の記事は基本的に同様であり、文言・語句まで酷似している。これは、函普の記事内容に関する情報源が同じであることを意味する。これらの史料の著者に共通するのは、すべて北宋または南宋と元初の人々であり、女真が台頭した時代に比較的近く、女真の台頭について理解しておく必要があるため、函普の初期記録について、様々な各種史料を参照したとみられる。以上から、これらの史料が完成した年代順を遡ると、函普の記事内容に関する情報源は、洪皓が著した『松漠紀聞』にたどり着く。洪皓は、金に15年間抑留され、女真の貴族である完顔希尹の一族が生活する冷山に住んでいた。結果、宋の人々や後世の人々が函普を理解するための重要な情報源となった。しかし、洪皓が女真のなかで生活していたのは、函普没後100年以上経過しており、函普から直接聞いたのではなく、口承であることは疑いない。口承である以上、事実もあれば、事実と異なるものもあり、函普が女真から得た口承が事実であったとしても、理解や回想に食い違いが生じる場合もある。実際、『松漠紀聞』には数多の間違いがある。例えば、『松漠紀聞』には、函普に「二人の息子がおり、その長男が胡来である」とあるが、実際は「胡来」は、金景祖である烏骨廼のことであり、『金史』世紀によれば、烏骨廼は函普の六世の孫であり、洪皓が烏骨廼を函普の息子としているのは明らかに誤りである。
この他にも『松漠紀聞』には数多の誤りが指摘されており、『松漠紀聞』が完全に信頼できる史料ではないため、函普の記事内容も誤りがある可能性を排除できない。『松漠紀聞』は、函普が「新羅人，号（称号）完顔氏。」と記しているが、事実と異なり、新羅や高麗国に完顔氏は存在せず、女真にのみ存在する。『松漠紀聞』にある函普の「号（称号）完顔氏。」は、函普が新羅人であることを説明していないばかりか、逆に函普が女真であることを示している。
上記の史料は、『松漠紀聞』の記録に基づき、函普を「新羅人」と記しているが、『松漠紀聞』の記録を疑問視する意見がある。『文献通考』は「又云」、『大金国志』は「或又云」、つまり「また（あるいは）とも言われている」と不確定的な書き方をしており、『松漠紀聞』の記事に納得していないことが窺われる。「又云」あるいは「或又云」という不確かな説法の『文献通考』『大金国志』の両史料は、後代に大きな影響を及ぼしており、清代に編纂された『満洲源流考』は、『文献通考』『大金国志』に基づき、「金之始祖諱哈富（函普），初從高麗來，按通考及大金國志皆云，本自新羅來，姓完顔氏，考新羅與高麗舊地相錯，遼金史中往往二國互稱不為分別，以史傳按之，新羅王金姓，相傳数十世，則金之自新羅來，無疑建國之名，亦應取此，金史地理志，乃云以國有金水源為名，史家附會之詞未足憑耳，居完顔部」と記している。『文献通考』『大金国志』が参照した『松漠紀聞』に疑念がある以上、『文献通考』『大金国志』を孫引きしている『満洲源流考』にも疑念が生じる。『満洲源流考』は、『金史』地理志を「史家附会之詞（史家の附会の言葉）」と罵倒しているが、『満洲源流考』によると、女真が金を国号としたのは、新羅王家の姓氏に由来したといい、事実上の附会の言葉になっている。さらに、『満洲源流考』が収集した史料は、中国王朝の過去の正史の記録であり、満洲族独自の伝承はほとんど収集されておらず、渤海国の首都である上京龍泉府の遺跡を金の上京会寧府の遺跡に比定したように、考証が杜撰であることを指摘する意見がある。
明代に編纂された『高麗史』は、「或曰:昔我平州僧今俊遁入女真，居阿之古（按出虎）村，是謂金之先。或曰:平州僧金幸之子克守初入女真阿之古村，娶女真女生子曰古乙太師，古乙生活羅太師，活羅多子，長曰劾里鉢，季曰盈歌。盈歌最雄傑，得衆心。盈歌死，劾里鉢長子烏雅束嗣位。烏雅束卒，弟阿骨打立。」としているが、函普が高麗国平州僧侶今俊（金俊）、あるいは高麗国平州僧侶金幸の息子という根拠を一切提示しておらず、函普が高麗国平州僧侶今俊であると断言せずに、曖昧に「或曰（あるいは曰く）」としており、高麗に伝わる不確定情報に過ぎないことを示唆している。

### 「従高麗来」考証
『松漠紀聞』は洪皓が女真から聞いた口承に基づくが、口承は様々な条件の制約のために偏差が生じる。したがって、函普の出自を明らかにするためには、実際の女真自身はどう考えていたのかを探らなければならない。女真自身による直接的な意見の方が口承よりも正確だからである。『金史』によると、阿骨打が女真文字を作成するにあたり、完顔希尹を任用した際に「既未有文字，亦未嘗有記録，故祖宗事皆不載。…宗翰好訪問女真老人，多得祖宗遺事。…詔書求訪祖宗遺事，以備国史，命勗与耶律迪越掌之。…采摭遺言旧事…自始祖以下十帝，綜為三巻。（文字も記録もなく、先祖の事績も記録されていない。…粘没喝は女真の老人を好んで訪問し、先祖の遺事を多く得た。金太宗即位後、国史を整備するために先祖の遺事を探し出すよう、完顔勗と耶律迪越をその責任者に任命した。完顔勗などが先祖の遺事を集めて『祖宗実録』を撰して、始祖以下十代の帝の事績を総合して三巻にまとめた）」と述べた。完顔勗などが編纂した『祖宗実録』は、実際の女真自身による意見であり、さらに、完顔勗などが検証・考証しており、最も歴史の事実に近い。元朝が『金史』編纂する際に参照した重要史料は、完顔勗などが編纂した『祖宗実録』であり、『金史』の成立は『松漠紀聞』などよりも後発であるが、函普の出自に関しては、最も歴史的事実に近いとみられる。
| 著者   | 著書                     | 記述内容 |
| ------ | ------------------------ | --- |
| トクト | 『金史』世紀・始祖函普紀 | 金之始祖諱函普，初從高麗來，年已六十餘矣。兄阿古廼好佛，留高麗不肯從，曰：「後世子孫必有能相聚者，吾不能去也。」獨與弟保活里俱。始祖居完顏部僕干水之涯，保活里居耶懶。其後胡十門以曷蘇館歸太祖，自言其祖兄弟三人相別而去，蓋自謂阿古廼之後。…始祖至完顔部，居久之，其部人嘗殺它族之人，由是兩族交惡，鬨鬭不能解。完顔部人謂始祖曰：「若能為部人解此怨，使兩族不相殺，部有賢女，年六十而未嫁，當以相配，仍為同部。」始祖曰：「諾。」廼自往諭之曰：「殺一人而鬭不解，損傷益多。曷若止誅首亂者一人，部内以物納償汝，可以無鬭而且獲利焉。」怨家從之。乃為約曰：「凡有殺傷人者，徴其家人口一、馬十偶、牸牛十、黄金六兩，與所殺傷之家，即兩解，不得私鬭。」曰：「謹如約。」女直之俗，殺人償馬牛三十自此始。既備償如約，部衆信服之，謝以青牛一，并許歸六十之婦。始祖乃以青牛為聘禮而納之，并得其貲産。後生二男，長曰烏魯，次曰斡魯，一女曰注思板，遂為完顔部人。 |
| トクト | 『金史』完顏胡十門伝     | 高永昌據東京，招曷蘇館人，衆畏高永昌兵強，且欲歸之。胡十門不肯從，召其族人謀曰：「吾遠祖兄弟三人，同出高麗。今大聖皇帝之祖入女直，吾祖留高麗，自高麗歸於遼。吾與皇帝皆三祖之後。皇帝受命即大位，遼之敗亡有征，吾豈能為永昌之臣哉!」 |

二つの史料はそれぞれ、函普が「同出高麗」あるいは「従高麗来」、すなわち「高麗から来た」といい、「高麗人」であるとはいっていない。これは表現の問題ではなく、深い意図を含んでおり、高麗王朝には様々な種族、新羅人・高麗人・漢人・女真などが暮らしていたため、高麗王朝から来た新羅人、高麗王朝から来た高麗人、高麗王朝から来た漢人、高麗王朝から来た女真なのか断定することはできない。
貞祐四年（1216年）二月、金の重臣張行信は、王澮の「本朝紹高辛，黄帝之後（金朝は、黄帝の子孫である高辛より生まれた）」に関する議論に関して、「按『始祖実録』止称自高麗而来，未聞出于高辛（『祖宗実録』によれば、高麗から来たというだけで、高辛に由来したものではない）」と発言している。高辛は黄帝の子孫であるが、魏晋南北朝時代の「高句麗之支庶」出身の高雲は、顓頊の子孫を称しており、顓頊すなわち高陽氏は、黄帝の子孫である。張行信が「按『始祖実録』止称自高麗而来，未聞出于高辛（『祖宗実録』によれば、高麗から来たというだけで、高辛に由来したものではない）」と主張していることは、女真は自らを黄帝の子孫であることも、高句麗の子孫であることも認めていないことを意味する。
元人が『金史』を編纂した際に参照した完顔勗が編纂した『祖宗実録』は函普が高麗人ではないことを明らかにしている。『金史』高麗伝は、「唐初，有粟末，黒水両部，皆臣属于高麗（唐初、粟末と黒水の二族があり、共に高句麗に臣属していた）」と記し、『金史』高麗伝「賛」には、「金人本出之附于高麗者（金人は、もともと高麗に附いていた）」と記している。孟古托力は、この史料に登場する「金人」は、金代の女真の祖先である函普を指していることを指摘している。したがって、『金史』は、女真の先祖である函普は「もともと高麗に附いていた者」と主張している。『金史』『新唐書』『唐会要』によると、黒水靺鞨は、かつて高句麗に隷属し、後に唐に隷属し、渤海国建国後は渤海国に隷属していが、唐代の黒水靺鞨は、五代十国時代に女真と呼ばれるようになり、以後、黒水靺鞨を女真の先祖と認識することが多くなり、遼初には黒水靺鞨を指して女真と呼ぶ事例もある。
函普について、『松漠紀聞』『文献通考』は「新羅人」と記しているが、『金史』は「同出高麗」あるいは「従高麗来」と記している。唐が高句麗を滅した後、新羅は朝鮮半島の大部分を支配したが、918年、新羅の支配下にあった王建が高麗王朝を樹立した。935年、高麗王朝は新羅を滅し、朝鮮半島を統一する。新羅と高麗王朝は連続した二つの政権であるが、高麗王朝が興り、新羅が滅亡するまでの一時期、二つの政権が併存していた。したがって、『金史』の「同出高麗」あるいは「従高麗来」という記事と、『松漠紀聞』『文献通考』の「新羅人」という記事を整合的に解釈するならば、函普とその先祖は、新羅入国後、高麗王朝に移った。孟古托力の考証によると、函普が朝鮮半島を離れる時期は921年前後、楊茂盛の考証によると、函普が朝鮮半島を離れる時期は「926年に遼が渤海国を滅して2年から3年以内」といい、朝鮮半島を離れる以前の函普は高麗王朝で暮らしていた。したがって、「新羅人」と記している『松漠紀聞』『文献通考』よりも「同出高麗」あるいは「従高麗来」と記している『金史』の方が正確であることを示唆している。
宋または南宋末と元初の史料『三朝北盟会編』『建炎以来朝野雑記』『建炎以来繋年要録』『九朝編年備要』『続編両朝綱目備要』『大金国志』『文献通考』は、『松漠紀聞』の記事内容を引用し、函普を「新羅人」と記している。しかし、宋代の史料には『松漠紀聞』の記事を採用していないものがある。苗耀が著した『神麓記』は『松漠紀聞』とは異なり、「女真始祖浦（函普），出自新羅，奔至阿触胡（按出虎），無所帰，遂依完顔因而氏焉，六十未娶。是時，酋豪以強凌弱，無所制度，浦劈木為克，如文契約，教人挙債生息，勤于耕種者，遂致巨富。若遇盗窃鶏豚狗馬者，以桎梏拘械，用柳条笞撻外，賠償七倍，法令厳峻，果断不私。由是，遠近皆伏，号為神明。有隣寨鼻察異酋長，姓結徒姑丹，小名聖貨者，有室女，年四十余，尚未婚，遂以牛馬財用農作之具，嫁之于浦。後女真衆酋結盟，推為首領。」と記している。文中では、函普は「新羅から来た」となっており、「高麗から来た」とする『金史』とは異なるが、それ以外の函普に関する内容は、『神麓記』と『金史』は一致している。孟古托力や楊茂盛の考証によると、函普とその先祖は、新羅入国後、高麗王朝に移った女真である可能性が高く、苗耀が函普を「新羅人」と記さず、函普とその先祖が新羅で暮らしてたことを表現し、「新羅から来た」と記したことは見識があるともいえる。『金史』によると、函普は「六十歳」を過ぎた女性と結婚し、子供を儲けたとあるが、『神麓記』では、女性を「四十余歳」としており、子供を儲ける年齢は「六十歳」よりも「四十余歳」の方が現実的である。かかる事実は、『神麓記』が事実関係を慎重に扱っていることを示唆する。また、洪皓が得た函普に関する口承と一致しない情報を苗耀が得て、『松漠紀聞』と異なる記述をおこなった可能性もあり、『松漠紀聞』と『神麓記』を比較した場合、『神麓記』はより女真自身の言説に近いといえる。『神麓記』は、函普は「新羅から来た」となっており、「高麗から来た」とする『金史』とは異なるが、それ以外の函普に関する内容は、『神麓記』と『金史』は一致しており、その観点からも『金史』の正確性が窺える。

### 女真が高麗王朝を「父母之国」あるいは「父母之邦」と称した問題
| 著者   | 著書                 | 記述内容 |
| ------ | -------------------- | --- |
| 鄭麟趾 | 『高麗史』睿宗世家二 | 睿宗四年（1109年）六月，女真人裊弗，史顕等出使高麗，向高麗王上奏説：昔我太師盈歌嘗言，我祖宗出自大邦，至于子孫，義合帰附。今太師烏雅束亦以大邦為父母之国。在甲申年間，弓漢村人不順太師指諭者，挙兵懲之。国朝以我為犯境，出兵征之，得許修好，故我信之，朝貢不絶。不謂去年大挙而入，殺我耄倪。置九城，使流亡靡所止帰，故太師使我来請旧地。若許還九城，使安生業，則我等告天為誓，至于世世子孫恪修世貢，亦不敢以瓦礫投于境上。 |
| 鄭麟趾 | 『高麗史』睿宗世家三 | 睿宗十二年（1117年）三月，金主阿骨打遣阿只等五人寄書高麗王曰：兄大女真金国皇帝致書于弟高麗国王。自我祖考介在一方，謂契丹為大国，高麗為父母之邦，小心事之。契丹無道，陵轢我疆域，奴隷我人民，屡加無名之師。我不得已拒之，蒙天之獲殄滅之。惟王許我和親結為兄弟，以成世世無窮之女子。 |

『高麗史』睿宗世家二には、睿宗四年（1109年）六月、女真の裊弗や史顕などが高麗王朝に出使した時に、高麗王に「父母之国」と上奏したと記されている。また、『高麗史』睿宗世家三には、睿宗十二年（1117年）三月、高麗王は阿骨打などから「父母之邦」という記述のある書簡を送られたとある。しかし、高麗王朝を「父母之国」あるいは「父母之邦」と呼んだという記録だけでは、函普が高麗人であることの証明にはならず、具体的な考証が必要となる。
完顔盈歌・烏雅束・阿骨打などが高麗王朝を「父母之国」あるいは「父母之邦」と称したのは、一定の理由があったとみられる。一時期、函普は高麗王朝で暮らしており、渤海統治下の諸民族が渤海人とされ、金統治下の諸民族が金人とされたように、函普も高麗人とみなされた。古代社会ではこのような広義と狭義の称を区別せず、混在して併用するのが常であり、完顔盈歌・烏雅束・阿骨打などは、函普が高麗王朝で暮らし、高麗文化の影響を受けたという側面から、広義の称において高麗王朝を「父母之国」あるいは「父母之邦」と称し、狭義の称、すなわち函普が高麗王朝統治下の女真であることを否定していない。高麗王朝を「父母之国」あるいは「父母之邦」と称したとする『高麗史』の記事の背景には一定の理由がある。『高麗史』睿宗世家二の場合、高麗王朝が女真領を占領後、東北9城を築造したといい、その東北九城の返還を要求するために女真の裊弗や史顕などを使者として高麗王朝に派遣しており、東北九城の返還を実現するため、高麗王朝を「父母之国」と呼んだ。すなわち、辞を卑しくしつつ、低姿勢を取らざるを得なかったのは、その国際的環境の緊張の要請からと考えられる。
『高麗史』睿宗世家三の場合、金軍の保州占領時、契丹が保州を高麗王朝に献納したことから、阿骨打は保州を獲得するため使者を派遣し、女真と高麗王朝との関係を「父母之邦」であると述べたことから、事実上、友好関係を結ぶという以上の意味はない。女真が高麗王朝を「父母之国」あるいは「父母之邦」と称したとする記録はこの二例のみであり、その後、女真が高麗王朝を「父母之国」あるいは「父母之邦」と称したとする記録はない。また、女真が高麗王朝を「父母之国」あるいは「父母之邦」と称したことに高麗人は同意しておらず、女真を「人面獣心」「貪而多詐」と称し、「夷狄」とみなしていた。宋が遼への共同攻撃に加わるため、金に使者を送ると、高麗の仁宗は宋の徽宗に医者を送り、「女真狼虎耳、不可交也」、つまり女真は狼虎耳であり、付き合うべきではないという書簡を送っており、女真を禽獣視し、同族と認識していないことは明らかであり、函普が新羅人あるは高麗人ではないことを示している。したがって、函普の出自について、狭義と広義の称から理解すべきであり、函普の狭義の称（民族）は女真である。一方、広義の族（事実上の国名）は、函普は新羅で暮らしていたため、渤海統治下の諸民族が渤海人とされ、金統治下の諸民族が金人とされたように、新羅で暮らしていた函普も新羅人とされ、その後、函普は新羅から高麗王朝に移り、高麗王朝で暮らし、高麗人という広義の称（事実上の国名）とされた。